# Stary Lubotyń
Stary Lubotyń è un comune rurale polacco del distretto di Ostrów Mazowiecka, nel voivodato della Masovia.
Ricopre una superficie di 109,16 km² e nel 2004 contava 4 037 abitanti.